# Erzeparchie Petra und Philadelphia
Die Erzeparchie Petra und Philadelphia (lateinisch  Archieparchia Petrensis et Philadelphiensis) ist eine mit der römisch-katholischen Kirche unierte melkitische Erzeparchie mit Sitz in Amman. 

## Geschichte
Die Erzeparchie wurde am 2. Mai 1932 errichtet. Sie vereint zwei antike, im vierten Jahrhundert geschaffene Bistümer: Petra in Palaestina salutaris und Philadelphia in Arabia Petraea.

## Erzbischöfe von Petra und Philadelphia
- Paolo Salman (2. Mai 1932 – 1. Juli 1948)
- Mikhayl Assaf (19. September 1948 – 10. August 1970)
- Saba Youakim BS (15. Oktober 1970 – 24. August 1992)
- Georges El-Murr BC (26. August 1992 – 18. Juni 2007)
- Yasser Ayyash (21. Juni 2007 – 14. April 2015)
- Joseph Gébara (seit 20. Februar 2018)